# Ommatius invehens
Ommatius invehens är en tvåvingeart som beskrevs av Walker 1864. Ommatius invehens ingår i släktet Ommatius och familjen rovflugor. Inga underarter finns listade i Catalogue of Life.